# Resource Description Framework
El Marco de Descripción de Recursos (del inglés Resource Description Framework, RDF) es una familia de especificaciones de la World Wide Web Consortium (W3C) originalmente diseñado como un modelo de datos para metadatos. Ha llegado a ser usado como un método general para la descripción conceptual o modelado de la información que se implementa en los recursos web, utilizando una variedad de notaciones de sintaxis y formatos de serialización de datos.

## Introducción
El modelo de datos RDF es similar a los enfoques de modelado conceptual clásicos como entidad-relación o diagramas de clases, ya que se basa en la idea de hacer declaraciones sobre los recursos (en particular, recursos web) en forma de expresiones sujeto-predicado-objeto. Estas expresiones son conocidos como triples en terminología RDF. El sujeto indica el recurso y el predicado denota rasgos o aspectos del recurso y expresa una relación entre el sujeto y el objeto. Por ejemplo, una forma de representar la idea de "El cielo tiene el color azul" en RDF es como el triplete de un sujeto que denota "el cielo", un predicado que denota "tiene el color" y un objeto que denota "azul". Por lo tanto RDF cambia objeto por sujeto que se utilizaría en la notación clásica de un modelo entidad-atributo-valor en diseño orientado a objetos, objeto (el cielo), atributo (color) y el valor (azul). RDF es un modelo abstracto con varios formatos de serialización (es decir, los formatos de archivo), por lo que la forma particular en que se codifica un recurso o triple varía de un formato a otro.
Este mecanismo para describir recursos es un importante componente de la actividad de la Web Semántica de W3C: una etapa evolutiva de la World Wide Web en la que el software automatizado puede almacenar, intercambiar y utilizar información legible por máquinas distribuidas a través de la Web, lo que a su vez, permite a los usuarios manejar la información con mayor eficiencia y seguridad. El modelo de datos simple de RDF y la capacidad de modelar diferentes conceptos abstractos, también ha llevado a su uso creciente en la gestión de aplicaciones del conocimiento no relacionadas con la actividad en la web semántica, sino con la representación del conocimiento 
.

## Origen
El origen de RDF se debe a Ramanathan V. Guha cuando trabajaba en Apple Computer en su forma inicial conocida como MCF, más tarde continuada durante su etapa en Netscape Communications Corporation. Este modelo se basa en la idea de convertir las declaraciones de los recursos en expresiones con la forma sujeto-predicado-objeto (conocidas en términos RDF como tripletes):
- El sujeto es el recurso, es decir aquello que se está describiendo.
- El predicado es la propiedad o relación que se desea establecer acerca del recurso.
- Por último, el objeto es el valor de la propiedad o el otro recurso con el que se establece la relación.

La combinación de RDF con otras herramientas como RDF Schema y OWL permite añadir significado a las páginas, y es una de las tecnologías esenciales de la Web semántica.
La terminología proviene de la lógica y de la lingüística en las que las estructuras predicativas se utilizan también para dar significado a las representaciones sintácticas. Veamos un ejemplo:

### Ejemplo de RDF
Ejemplo de RDF: página sobre Tony Benn en Wikipedia
```
<http://en.wikipedia.org/Tony_Benn> <http://purl.org/dc/elements/1.1/title> "Tony Benn" .
<http://en.wikipedia.org/Tony_Benn> <http://purl.org/dc/elements/1.1/publisher> "Wikipedia" .
```

Alternativamente expresado en RDF/XML de la siguiente manera:
```
<rdf:RDF

 
xmlns:rdf=
"http://www.w3.org/1999/02/22-rdf-syntax-ns#"

 
xmlns:dc=
"http://purl.org/dc/elements/1.1/"
>

<rdf:Description
 
rdf:about=
"http://en.wikipedia.org/wiki/Tony_Benn"
>

  
<dc:title>
Tony
 
Benn
</dc:title>

  
<dc:publisher>
Wikipedia
</dc:publisher>

</rdf:Description>

</rdf:RDF>

```

## Implementaciones RDF
- RDF Site Summary - conocido también como RSS 1.x (Really Simple Syndication,  RSS 0.9x y 2.x, no son RDF).
- FOAF-DOAC
- KlogMS
- CC/PP